# Ладислав Кліма
Ладислав Кліма (чеськ. Ladislav Klíma, 22 серпня 1878, Домажлиці, Австрійська імперія, наразі Пльзенського краю Чеської Республіки — 19 квітня 1928, Прага) — чеський прозаїк, поет, філософ.

## Біографія
Ладислав Кліма народився 22 серпня 1878 року в західно-чеському місті Домажлицях в багатій родині працівника адвокатської контори. Гімназистом в одній з письмових робіт назвав правлячу габсбурзьку династію «династією свиней», за що був виключений зі школи з забороною навчання в усіх школах Австрійської імперії.
Йому вдалося влаштуватися в школу в Загребі, але в 1896 році він повернувся. Кліма вирішив, що школа його вже не може нічого навчити. Ладислав Кліма був самоучкою, мав енциклопедичні знання. Він цікавився філософією, і намагався видати свої філософські роботи. Але майже завжди отримував відмову. Останні роки життя був самотнім, жив на спадок, отриманий від батьків і завдяки підтримці друзів.
Деякий час працював механіком і сторожем покинутої фабрики. Під впливом своїх філософських позицій зловживав алкоголем. Помер 19 квітня 1928 року від туберкульозу.

## Філософська діяльність
Художню літературу Кліма писав лише кілька років, але все ж встиг створити низку експресіоністських творів, десятки оригінальних оповідань і віршів. У творах намагався з'єднати «низький» пригодницький жанр з глибоким філософським змістом.
Послідовник філософських течій спіритуалізму Джорджа Берклі і ірраціоналізму Шопенгауера

## Філософські праці
- Svět jako vědomí a nic (1904)
- Traktáty a diktáty (1922)
- Matěj Poctivý (1922)
- Vteřina a věčnost (1927)
- Vlastní životopis filosofa L.K. (1937)

## Літературні твори
- Страждання князя Штерненгоха / Utrpení knížete Sternenhocha (1928
- Божественна Немезіда / Slavná Nemesis (1932, рос. переклад 2011 ISBN 978-5-98144-147-9)
- Edgar a Eura (1938)
- Kladivo slov (1938)
- Juvenilie (1941)
- Людська трагікомедія / Lidská tragikomedie — філософська драма
- Sebrané spisy IV — роман
- Подорож сліпого Змія за правдою / Putování slepého hada za pravdou (рос. переклад 2009 ISBN 978-5-98144-120-2)
- Sebrané spisy I — Mea
- Sebrané spisy II — Hominibus